# Ruelle des Chanvriers
La ruelle des Chanvriers  est une voie de Strasbourg, située dans le quartier historique de la Krutenau. Depuis la rue de Zurich, elle longe la place du Pont-aux-Chats avant de déboucher par une placette dans la rue Munch – un tronçon de la rue de la Krutenau rebaptisé en 1960.

## Histoire et origine du nom
La voie a porté successivement plusieurs noms, mais toutes ces appellations font référence aux chanvriers, dont l'importance à Strasbourg est attestée par de nombreux témoignages historiques :
Ainsi, à la fin du XVIIIe siècle, le juriste et archiviste Jacques Peuchet souligne la place du chanvre en Alsace :

« Il existait à Strasbourg 200 ateliers de tisserands, et cinq à six cents métiers travaillant, qui employaient jusqu'à 18 000 personnes pour la filature et le tissure. Les matières premières de cette fabrication étaient prises dans le pays où la culture du chanvre était très riche. »

À la même époque, l'agronome Jean-Baptiste Rougier de La Bergerie affirme :

« Les cordages de Strasbourg ont de la réputation. Il y a vingt corderies qui peuvent occuper jusqu'à deux cents ouvriers, dont quarante enfants. »

Le nom de la voie reste donc stable au fil du temps, alternant version allemande et version française : Hänffergässelin (1587), rue du Chanvre (1794), rue des Chanvriers (1817), ruelle des Chanvriers (1856), Hänfergässchen (1872), ruelle des Chanvriers (1918), Hänfergässchen (1940), et à nouveau ruelle des Chanvriers depuis 1945.

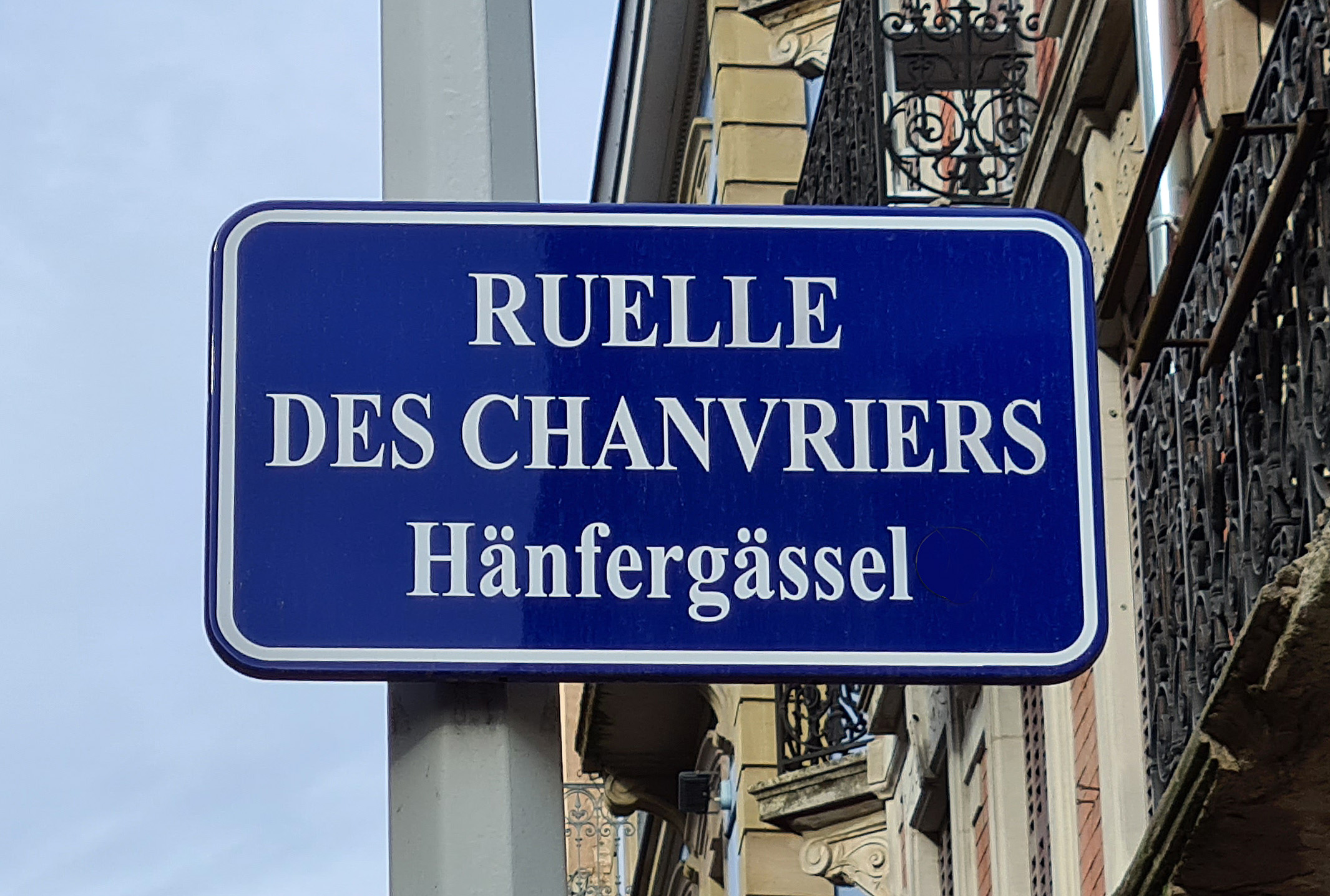
Plaque bilingue, en français et en alsacien.

À partir de 1995, des plaques de rues bilingues, à la fois en français et en alsacien, sont mises en place par la municipalité lorsque les noms de rue traditionnels étaient encore en usage dans le parler strasbourgeois. Le nom la ruelle  est alors sous-titré Hänfergässel.

## Bâtiments remarquables
La placette, qui avait déjà fait l'objet d'aménagements en 1964, est à nouveau en travaux en 2021. 

Réhabilitation de la placette et du numéro 14 de la rue Munch.
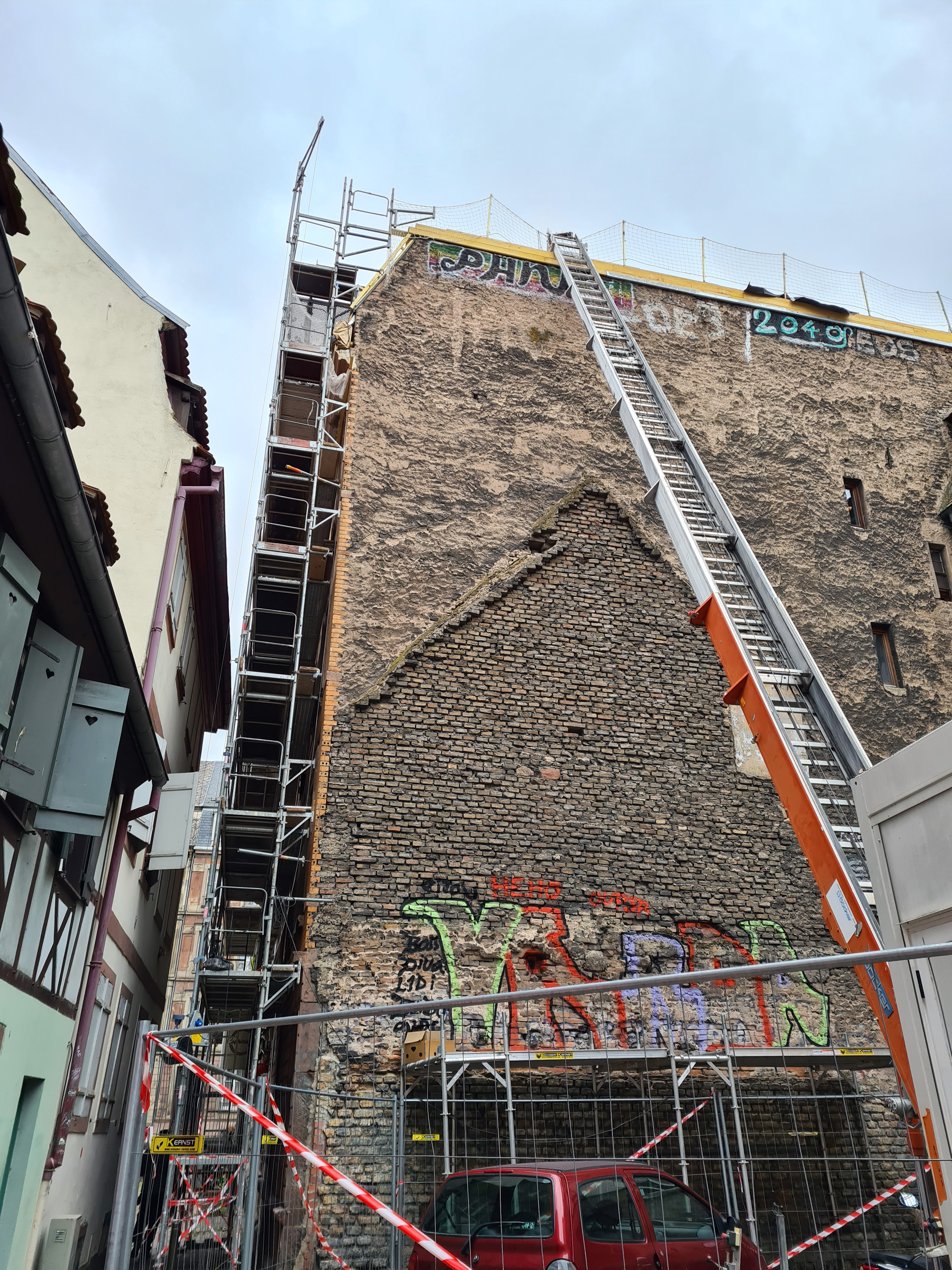
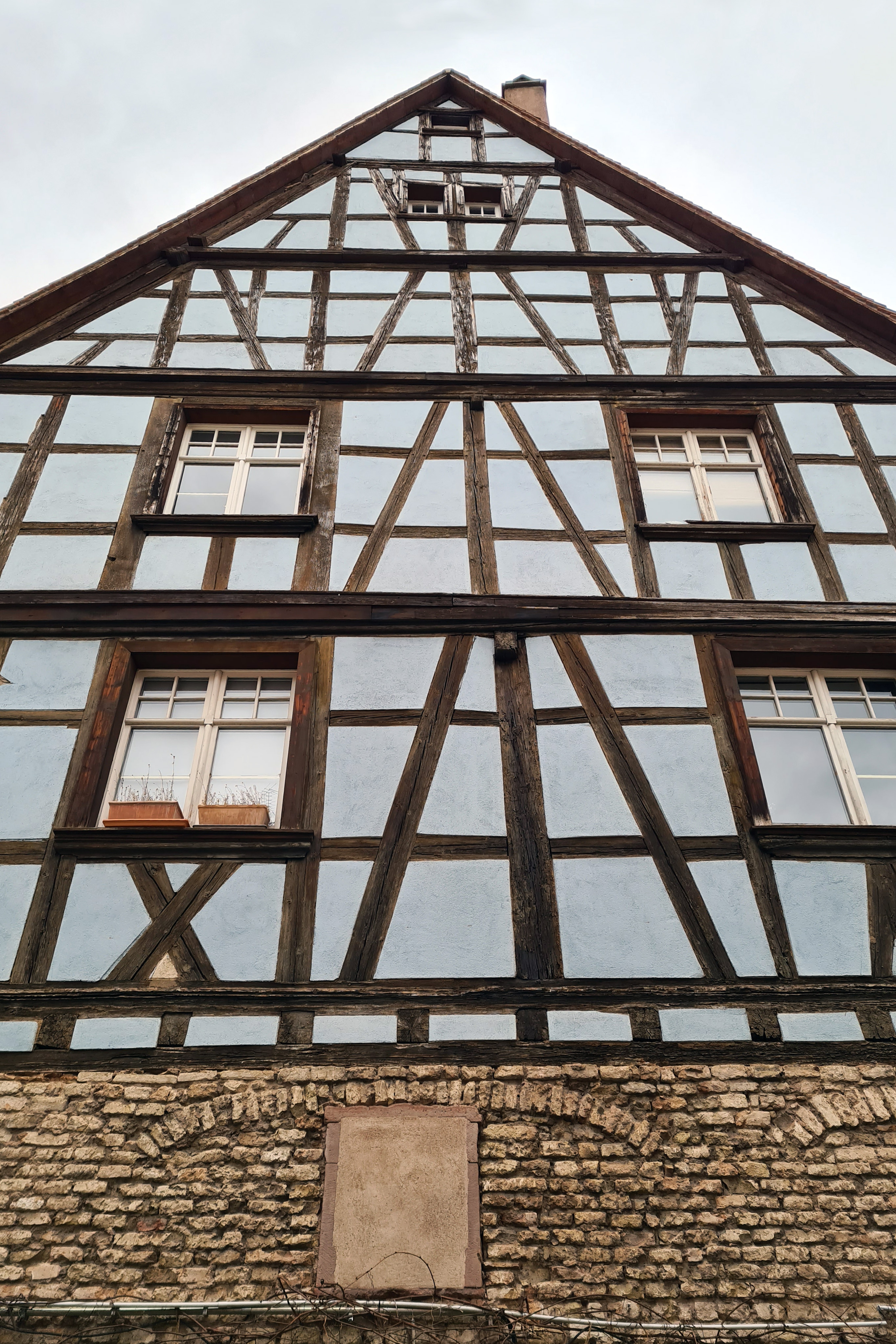
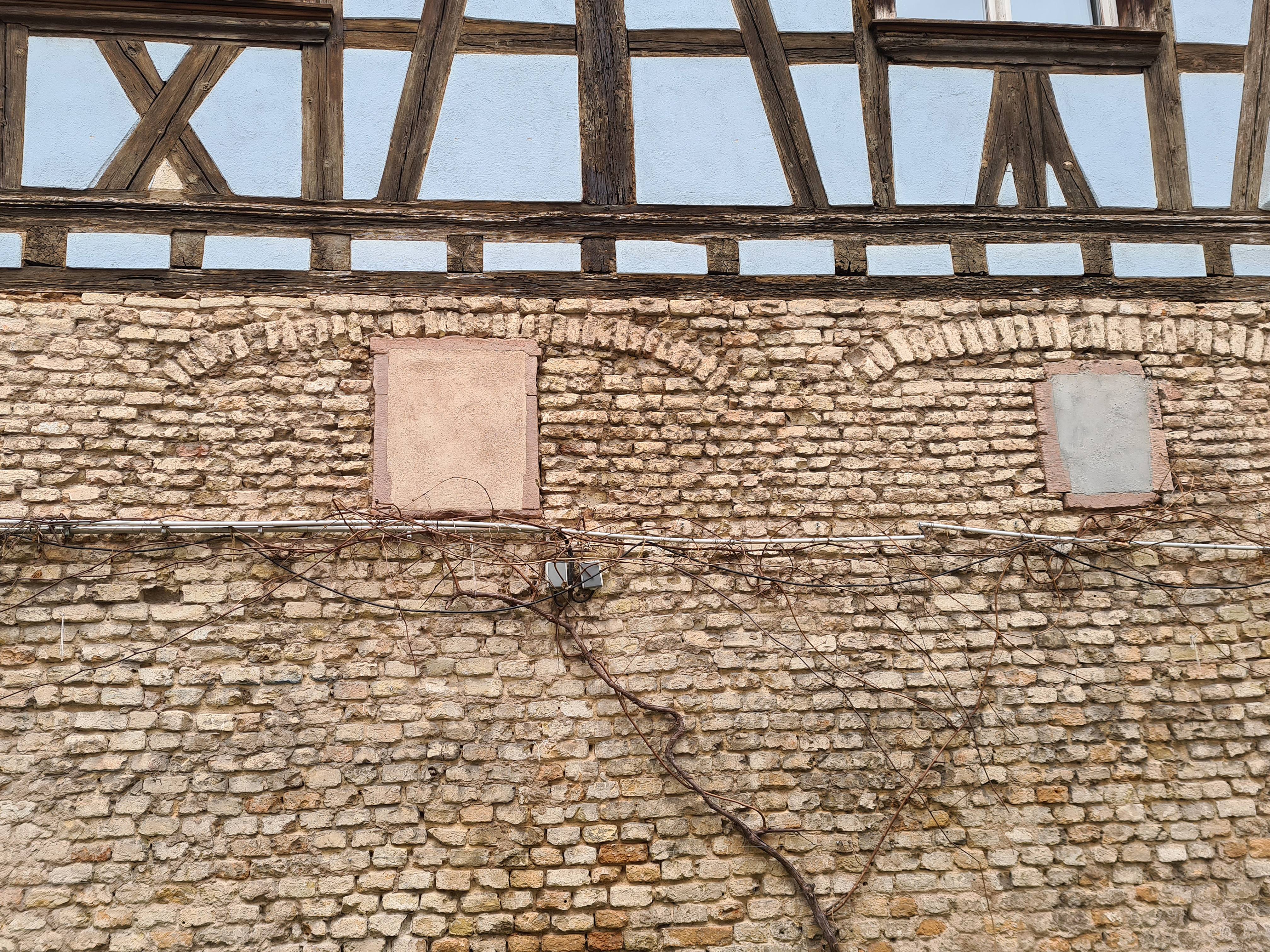